# Jane Hall (actriz)
Jane Hall (Melbourne, Victoria; 20 de enero de 1972) es una actriz, comediante, escritora y presentadora australiana, conocida principalmente por haber interpretado a Rebecca Fisher en la serie Home and Away y a Rebecca Napier en la serie Neighbours. 

## Biografía
Jane nació en Melbourne y se crio en Dandenong Ranges.
Jane estuvo casada con el actor australiano Vince Colosimo, a quien conoció en 1994 en el rodaje de la serie A Country Practice. El 22 de diciembre de 2002 nació su hija, Lucia y después de 11 años de relación, en enero del 2007, Hall se separó de Colosimo.
En el 2009 salió con el actor Nick Farnell, quien interpretó a Greg Michaels en Neighbours entre el 2008 y el 2009.
Es buena amiga del actor Stefan Dennis, quien interpreta a su esposo Paul Robinson en Neighbours.

## Carrera
Jane comenzó su carrera desde muy pequeña, su primera aparición como invitada la obtuvo en 1985 cuando apareció como en la serie dramática The Henderson Kids.
Entre 1986 y el 2001 Hall ha aparecido en numerosas series de televisión y películas entre ellas Blue Heelers, High Flyers, Crash Zone, House Rules, Razzle Dazzle: A Journey into Dance, Grand Theft Auto: San Andreas, Prime Time, Get a Live y en A Country Practice; también apareció en Good Guys Bad Guys donde interpretó a Allie Andrews y en la comedia All Together Now, donde dio vida a Anna Summers, una gemela quien descubre que su verdadero padre es en realidad una estrella de rock de 1970.
Se unió al elenco de la exitosa serie australiana Home and Away donde fue una la primera actriz en interpretar el papel de Rebecca Nash.
En el 2002 participó en las series Short Cuts, The Secret Life of Us, Shock Jock, en Marshall Law como la ambiciosa abogada Prue Staley y en Something in the Air donde interpretó a Janine Baker.
En el 2003 apareció como innvitada en el programda de Rove McManus, Rove Live, también en el 2009 apareció. 
En el 2005 apareció en la serie dramática Marshall Law, donde interpretó a Prue Stanley junto a la actriz Lisa McCune.
El 13 de julio de 2007 se unió al elenco de la aclamada serie australiana Neighbours, donde interpretó a Rebecca Napier, hasta el 15 de marzo de 2011. Rebecca es la madre de Declan Napier y actual esposa del manipulador Paul Robinson. El 26 de febrero de 2014 Rebecca regresó a la serie y su última aparición fue el 20 de marzo del mismo año después de que su personaje decidiera regresar a Sydney.
Desde el 2012 junto a Chrissie Swan co-presenta el programa de radio llamado Mix. Ese mismo año apareció como invitada en un episodio de la serie House Husbands donde interpretó a Sarah.

## Filmografía

### Series de televisión
| Año               | Título                | Personaje            | Notas                                            |
| ----------------- | --------------------- | -------------------- | ------------------------------------------------ |
| 2017 - presente   | Newton's Law          | Jackie Russo         | 8 episodios                                      |
| 2007 - 2011, 2014 | Neighbours            | Rebecca Napier       | 390 episodios                                    |
| 2012              | House Husbands        | Sarah                | episodio # 1.6                                   |
| 2007              | The Starter Wife      | Sharon               | 3 episodios                                      |
| 2006              | Thank God You're Here | Elenco Adicional     | episodio # 2.7                                   |
| 2005              | Let Loose Life        | Varios Personajes    | 2 episodios                                      |
| 2002              | Marshall Law          | Prue Stanley         | 10 episodios                                     |
| 2002              | Short Cuts            | Policía Demmler      | 2 episodios                                      |
| 2002              | The Secret Life of Us | Vivienne             | episodio "Truth Is Beautiful... But So Are Lies" |
| 2002              | Shock Jock            | -                    | episodio "Heaven Must Be There"                  |
| 2002              | Something in the Air  | Janine Baker         | 2 episodios                                      |
| 1994, 2001        | Blue Heelers          | Penny Beck/Ms. Haley | 2 episodios                                      |
| 1999              | High Flyers           | Caz                  | tv serie                                         |
| 1998              | Crash Zone            | Kimberley Hart       | tv serie                                         |
| 1997              | Good Guys Bad Guys    | Allie Andrews        | episodio "Storm Warning"                         |
| 1997              | Get a Live            | Sophie Falovia       | tv serie                                         |
| 1994              | A Country Practice    | Dra. Jess Morrison   | 4 episodios                                      |
| 1991 - 1993       | All Together Now      | Anna Summers         | 101 episodios                                    |
| 1989              | Home and Away         | Rebecca Fisher       | 25 episodios                                     |
| 1988              | House Rules           | -                    | episodio "The Honourable Housewife"              |
| 1986              | Prime Time            | Sandy Lockhart       | tv serie                                         |
| 1985              | The Henderson Kids    | Regina Powell        | 2 episodios - junto a Stefan Dennis              |

### Películas
| Año  | Título                              | Personaje           | Notas                                                                             |
| ---- | ----------------------------------- | ------------------- | --------------------------------------------------------------------------------- |
| 2007 | Razzle Dazzle: A Journey into Dance | Miss Elizabeth      | junto a Ben Miller, Roy Billing, Tara Morice, Denise Roberts y Nadine Garner      |
| 2005 | Life                                | Rachel Cardamone    | junto a Vince Colosimo. Genevieve O'Reilly, Jacek Koman y Nadia Townsend          |
| 2004 | Grand Theft Auto: San Andreas       | Peatón              | prestó su voz para el personaje                                                   |
| 2003 | Code 11-14                          | F.A. Allison Wilson | -                                                                                 |
| 2002 | The Nugget                          | Lucy                | junto a Eric Bana, Stephen Curry, Vince Colosimo, Linda Cropper y Glenda Linscott |
| 2001 | Finding Hope                        | Gina                | junto a Rebecca Gibney y Damien Garvey                                            |
| 2000 | Rip Girls                           | Arlene              | -                                                                                 |
| 1999 | Witch Hunt                          | Reportera           | -                                                                                 |
| 1999 | The Craic                           | Alice               | -                                                                                 |
| 1998 | Dead Letter Office                  | Heather             | junto Miranda Otto y Barry Otto                                                   |
| 1997 | Kangaroo Palace                     | Sue                 | -                                                                                 |
| 1997 | One Way Ticket                      | Kate Stark          | junto a Peter Phelps, Chris Haywood y Rachel Blakely                              |
| 1997 | Halifax f.p: Someone You Know       | Linda Ellis         | junto a Rebecca Gibney, Vince Colosimo y Bradley Hulme                            |

### Teatro
| Año  | Obra                        | Personaje | Director | Teatro             | Notas                                                               |
| ---- | --------------------------- | --------- | -------- | ------------------ | ------------------------------------------------------------------- |
| 2006 | Mum's The Word 2: Teenagers | -         | -        | The Comedy Theatre | junto a Rebecca Gibney, Marg Downey, Colette Mann y Louise Siversen |
| 2003 | Mum's The Word              | -         | -        | -                  | -                                                                   |
| 2000 | Secret Bridsmaid's Business | -         | -        | -                  | -                                                                   |
| 1995 | Romet & Juliet              | -         | -        | -                  | -                                                                   |

Escritora y apariciones
| Año  | Programa       | Notas                   |
| ---- | -------------- | ----------------------- |
| 2005 | Let Loose Live | escritora - 2 episodios |
| 1996 | Weddings       | presentadora - tv serie |